# Louis Rose
Louis Rose (* 24. März 1807 in Neuhaus, Kurfürstentum Braunschweig-Lüneburg; † 14. Februar 1888 in San Diego, Kalifornien) war ein deutscher Auswanderer und Unternehmer. Er gehörte zu den Pionieren bei der Besiedlung von Kalifornien, das er 1850 erreichte. 
Bei der Gründung des Staates Kalifornien 1850 gehörte er zu den ersten Mitgliedern der dortigen Grand Jury. Er war Mitglied der Demokratischen Partei und leitete von 1853 bis 1855 als President of the Board of Trustees im Auftrag des Staates Kalifornien die Stadtregierung von San Diego. Er hatte die Funktion eines Bürgermeisters, dieses Amt gab es nach dem Bankrott 1852 damals nicht in San Diego. Rose war in San Diego auch Gründer der jüdischen Gemeinde. 
Louis Rose kaufte 1866 Land auf der damals noch unbesiedelten Halbinsel Point Loma und legte dort eine Stadt an, die 1869 gegründet und als Roseville nach ihm benannt wurde. Heute gehört sie als Nachbarschaft Roseville-Fleetridge zur Stadt San Diego.
| Personendaten    | Personendaten                                |
| ---------------- | -------------------------------------------- |
| NAME             | Rose, Louis                                  |
| KURZBESCHREIBUNG | deutscher Auswanderer und Unternehmer        |
| GEBURTSDATUM     | 24. März 1807                                |
| GEBURTSORT       | Neuhaus, Kurfürstentum Braunschweig-Lüneburg |
| STERBEDATUM      | 14. Februar 1888                             |
| STERBEORT        | San Diego, Kalifornien                       |